# Edmar Castañeda

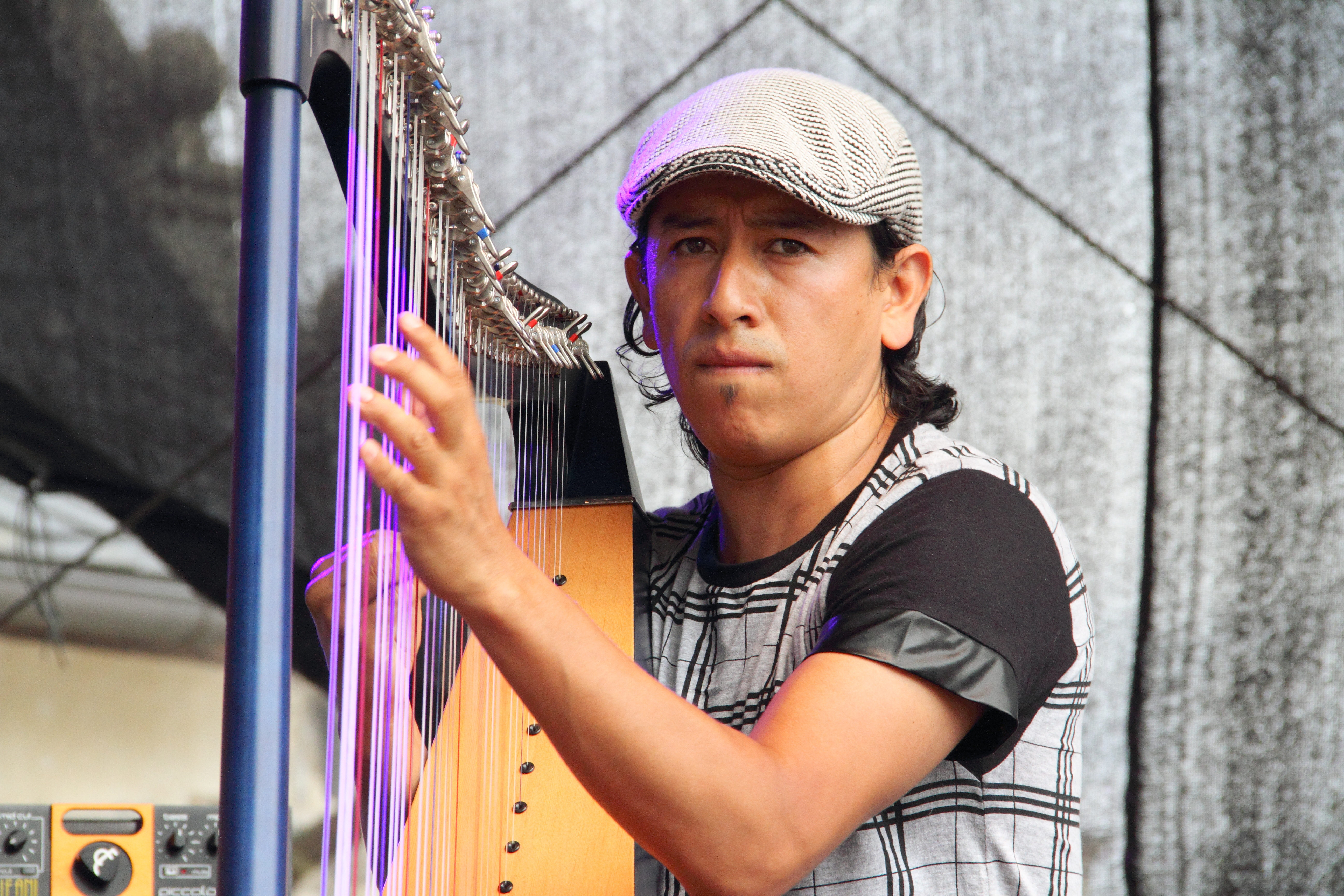
Edmar Castañeda auf dem Rudolstadt-Festival 2016

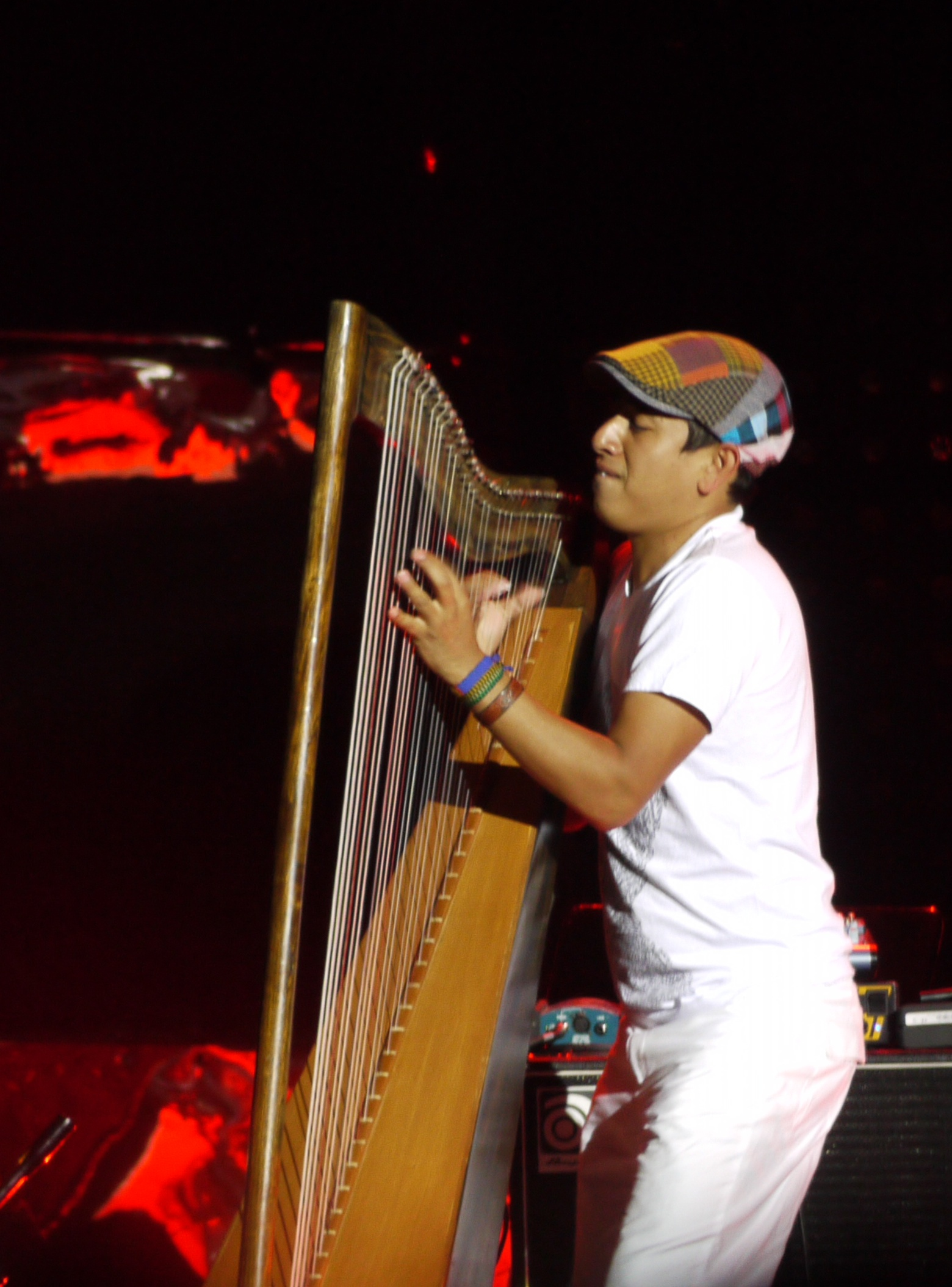
Edmar Castañeda 2011

Edmar Castañeda (* 31. März 1978 in Bogotá) ist ein kolumbianischer Jazz-Harfenist.

## Leben und Wirken
Edmar Castañeda kombiniert in seiner Musik Elemente kolumbianischer und venezolanischer Musik, wie z. B. den Joropo, aber auch argentinischer Traditionen, etwa der Zamba sowie weitere lateinamerikanische Einflüsse mit dem Jazz.
Der in Bogotá geborene Musiker lebt und arbeitet seit 1994 in New York.
2006 erschien sein Debütalbum Cuarto de Colores (mit Paquito D’Rivera und Marshall Gilkes), gefolgt von Entre Cuerdas, mit dem Gitarristen John Scofield und dem Vibrafonisten Joe Locke als Gästen. Er arbeitete außerdem mit Wynton Marsalis, John Patitucci, Marcus Miller, Giovanni Hidalgo, Lila Downs, Janis Siegel, Chico O’Farrill, Bruno Böhmer Camacho und The United Nations Orchestra.
Edmar Castañeda arbeitete 2012 mit einem Trio aus Shlomi Cohen (Saxophon) und Dave Silliman (Schlagzeug). Gemeinsam mit der Pianistin Hiromi Uehara entstand 2017 das Album Live in Montreal; 2019 veröffentlichte er mit dem Mundharmonikavirtuosen Grégoire Maret das Album Harp versus Harp. Mit dem Banjospieler Béla Fleck und dem Schlagzeuger Antonio Sánchez gründete er das BeATrio, mit dem das gleichnamige Album entstand.
2010 wurde Castañeda vom Kritikerpoll des Down Beat in die Kategorie Rising Stars aufgenommen; im selben Jahr wurde er bei den JJA Awards der Jazz Journalists Association in der Kategorie Spieler selten eingesetzter Instrumente ausgezeichnet.